# Euphorbia santapaui
Euphorbia santapaui är en törelväxtart som beskrevs av Ambrose Nathaniel Henry. Euphorbia santapaui ingår i släktet törlar, och familjen törelväxter. Inga underarter finns listade i Catalogue of Life.